# Municipio de Tilden (Míchigan)
El municipio de Tilden (en inglés: Tilden Township) es un municipio ubicado en el condado de Marquette en el estado estadounidense de Míchigan. En el año 2010 tenía una población de 1013 habitantes y una densidad poblacional de 4,07 personas por km².

## Geografía
El municipio de Tilden se encuentra ubicado en las coordenadas 46°21′5″N 87°39′58″O / 46.35139, -87.66611. Según la Oficina del Censo de los Estados Unidos, el municipio tiene una superficie total de 248.62 km², de la cual 232,82 km² corresponden a tierra firme y (6,36 %) 15,8 km² es agua.

## Demografía
Según el censo de 2010, había 1013 personas residiendo en el municipio de Tilden. La densidad de población era de 4,07 hab./km². De los 1013 habitantes, el municipio de Tilden estaba compuesto por el 97,83 % blancos, el 0,2 % eran afroamericanos, el 1,28 % eran amerindios, el 0,39 % eran asiáticos y el 0,3 % eran de una mezcla de razas. Del total de la población el 0,49 % eran hispanos o latinos de cualquier raza.